# Бородин, Александр Парфеньевич
Алекса́ндр Парфе́ньевич Бороди́н (28 сентября [10 октября] 1848, Санкт-Петербург — 26 марта [7 апреля] 1898, Мерано) — русский инженер и учёный в области железнодорожного транспорта, один из основоположников паровозостроения в России. Статский советник.

## Биография
Родился в гарнизонном городке Кречевицы возле Новгорода. Сын капитана лейб-гвардии Драгунского полка Парфения Афанасьевича Бородина (1823—1851), происходившего из дворян Екатеринославской губернии. Мать, Екатерина Александровна Лыкошина (1828—1890) — из семьи отставного офицера, директора Новгородской гимназии, дворянина Смоленской губернии. Полковник Афанасий Бородин — его дед, адъютант генерал-фельдмаршала И. Ф. Паскевича — погиб при штурме Ахалкаци во время Кавказской войны. В семье родились два сына, Иван (ставший известным ботаником) и Александр. Их отец, тяжело заболев, с женой и маленькими сыновьями приехал в Санкт-Петербург лечиться в военном госпитале, но вскоре умер. Мать с детьми переехала за Нарвскую заставу, где арендовала дачу. В 1857 году «с публичных торгов» Екатерине Александровне Бородиной удалось приобрести дачу по Петергофской дороге, недалеко от Нарвских ворот. Семья жила бедно, на доходы от сдачи в аренду дачных строений. Мать больше не вышла замуж, посвятив себя воспитанию сыновей; она сама приготовила их к учёбе в гимназии. Некоторое время младший сын, Александр, в конце 1850 — начале 1860-х годов учился в новгородской гимназии, находясь на попечении бабушки и дедушки Лыкошиных.
В 1869 году Александр Бородин окончил Петербургский технологический институт, а в 1872 году — Институт инженеров путей сообщения. По окончании института, по рекомендации профессора механики И. А. Вышнеградского он был назначен заведующим подвижным составом и водоснабжением Ряжско-Вяземской железной дороги. В 1877 году он стал уже управляющим Киево-Брестской железной дороги; в 1879 году А. П. Бородин — главный инженер службы подвижного состава, тяги и мастерских Юго-Западных железных дорог, а с 1889 года — управляющий; с 1895 года, после передачи Юго-Западных железных дорог в казну — их начальником. Входил в правление «Общества Московско-Виндаво-Рыбинской железной дороги».
В 1880—1882 годах на базе Киевских мастерских Юго-Западной железной дороги А. П. Бородин создал первую в мире стационарную лабораторию по испытанию паровозов (в пути). Совместно с инженером путей сообщения Л. М. Леви разработал методику линейных испытаний паровозов.
В 1882 году по проекту Бородина был построен паровоз серии П с 4-цилиндровой машиной тандем-компаунд.
А. П. Бородин был бессменным председателем съездов инженеров службы тяги железных дорог России.
Он неоднократно выступал за улучшение условий труда и механизации на железнодорожном транспорте.
А. П. Бородин являлся одним из основателей журнала «Инженер», с 1885 года — его редактором.
Он принимал активное участие в работах Русского технического общества: с 1880 по 1896 годы — член Киевского отделения общества, в 1892 году он возглавил механико-строительный отдел этого общества. Русским техническим обществом была учреждена золотая медаль имени Бородина, которой награждались изобретатели и рационализаторы сделавшие большой вклад в области железнодорожного транспорта.
Член Общества гражданских инженеров Англии и Франции.
Умер 7 апреля 1898 года от воспаления лёгких, находясь на лечении в Мерано (Италия). Похоронен на Аскольдовой могиле на берегу Днепра в Киеве. Могила не сохранилась, в настоящее время на месте кладбища разбит парк.

## Публикации
- Обзор усовершенствований, предложенных в 1869 году в паровых машинах : Сообщ. г. Бородина на беседе Рус. техн. о-ва 20 марта 1870 г.  — СПб., 1870
- Заметки о механическом устройстве железных дорог. Вып. 1—4. — СПб.: тип. В. С. Балашева, 1875—1881
- Способы возражений, принятые русской прессою : Период. печать и ж.-д. дело. — Киев: тип. С. В. Кульженко, 1882
- Периодическая печать по поводу катастрофы на Московско-Курской железной дороге. — Киев: тип. С. В. Кульженко, 1882
- Исследование о причинах разрывов и изломов вагонных тяговых приборов. — Киев: тип. И. Н. Кушнерев и К°, 1883
- Американские заметки: Эскизы из области чудес и причуд американской техники Чит. в заседании 24 марта 1884 г. Киев. отд-ния Техн. о-ва. — Киев: тип. И. Н. Кушнерев и К°, 1884
- Система премирования сбережений, расходов службы подвижного состава на Юго-западных железных дорогах и достигнутые ею результаты. — Киев: тип. И. Н. Кушнерев и К°, 1886
- Опытные исследования над применением системы «Compound» и паровых рубашек к паровозным машинам, произведенные на Юго-западных железных дорогах. — Киев: типо-лит. И. Н. Кушнерева и К°, 1887
- Быстрота железнодорожных сообщений. — Киев: тип. т-ва И. Н. Кушнерев и К°, ценз. 1891
- Отличительные успехи американских железных дорог и выводы из таковых. — Киев: т-во печ. дела и торговли И. Н. Кушнерев и К° в М., Киев. отд., 1894
- Американские университеты и высшее техническое образование в Соединенных штатах. — Киев: т-во печ. дела и торговли И. Н. Кушнерев и К°, 1894
- Ум. И.А. Вышнеградский: Некролог. — Киев: т-во печ. дела и торговли И. Н. Кушнерев и К° в М., Киев. отд., 1895
- Служба подвижного состава на Юго-западных железн. дорогах в период десятилетия 1880-1889 г. — Киев: т-во печ. дела и торговли И. Н. Кушнерев и К° в М., Киев. отд., 1895
- Степень выгодности замены на русских дорогах шестиколесных товарных паровозов восьмиколесными. — Киев: т-во печ. дела и торговли И. Н. Кушнерев и К° в М., Киев. отд., 1895
- Обзор успехов техники за 25 лет. — Киев: тип. И. И. Горбунова, 1896
- К вопросу о Самаро-Каспийской железной дороге // А. П. и Д. Н. Бородины. — Уральск: Войск. хоз. правл. Урал. казачьего войска, 1916

## Семья
Жена — Анна Владимировна (урожд. Долженкова) (1858—1928); её в своих письмах И. Ф. Анненский называет кузиной, хотя родственные связи их не выяснены. После смерти мужа до 1907 года была издателем журнала «Инженер».
Их сын — Александр (1885—1925), преподаватель русского языка и словесности в гимназии; был женат на Елизавете Леопольдовне Дабо; 2 ноября 1916 года у них родилась дочь Наталья.